# MSI (firma)
MSI, spol. s r.o. byla česká společnost podnikající v přímém prodeji, kdy hlavním produktem byly slevové karty pod značkou GWC (Golden World Club). Společnost byla aktivní v poslední dekádě 20. století a zanikla v roce 2012. Mezi známé zástupce patřili: Luboš Říha, Radovan Grulich, Jiřina Šmídová Slánská - jednatel společnosti, Jozef Novotný, Zuzana Drastichová, Julius Výmola.

## O společnosti
Společnost MSI byla založena v roce 1992 Alexandarem Kojičem a Alexandarem Andjelkovičem, kteří měli již zkušenosti z přímého prodeje v pojišťovnictví v Rakousku.[zdroj?]

### Produkty
Základním produktem byla slevová karta, která opravňovala držitele k získání slevy (procentuální, hotovostní) u partnera společnosti. Partnerské společnosti, obchody byly označeny nálepkou s logem GWC.[zdroj?]
Slevové karty byly tří základních typů:[zdroj?]
- Černá karta: Pro fyzickou osobu. Karta byla na jméno, tedy nepřenositelná. Při ztrátě karty byl duplikát karty vydán bezplatně.
- Modrá karta: Pro fyzickou osobu (ZTP). Karta byla na jméno, tedy nepřenositelná. Při ztrátě karty byl duplikát karty vydán bezplatně.
- Zlatá karta: Pro OSVČ zapsanou v obchodním rejstříku, nebo právnickou osobu. Karta byla na název firmy, společnosti. Byla přenositelná na zaměstnance. Druhá a další karta byla pořizována za 10% původní ceny. Při ztrátě karty byl duplikát karty vydán za 10% původní ceny.

Dalším produktem byl katalog s inzercí obchodních partnerů, na způsob Zlatých stránek, ale s uvedením výhody pro členy GWC. Firmy (OSVČ, právnické osoby, spolky), které inzerovaly v tomto katalogu byly také zapsané do databáze MSI, do které měli přístup a fungovalo zde zprostředkovatelské tržiště nabídky a poptávky. Toto tržiště mělo mezinárodní charakter.[zdroj?]
V roce 1995 byl zahájen prodej doplňku stravy: žraločí chrupavky od firmy OLIMPEX.[zdroj?]

### Odměňování
Člen klubu mohl nabídnout členství v klubu dalšímu zájemci jen po absolvování základního semináře, kde došlo k sepsání mandátní smlouvy o zastupování společnosti MSI při zprostředkování členství v klubu, inzerci v katalogu, prodeji dalších produktů.[zdroj?]
Společnost využívala načítací kompenzační plán, s devíti pozicemi, tzv. Zlatá kariéra. Těchto devět pozic bylo rozděleno do tří skupin: základní, stříbrná a zlatá. Pokud se stalo, že podřízený člen dosáhl takového obratu, že součet obratu všech dalších podřízených členů jeho sponzora byl menší než 50 %, došlo k vyplacení jen 50% odměny. V případě, že tato situace trvala déle než 3 po sobě jdoucí měsíce, byl podřízený člen od sponzora odpojen a postaven na stejnou úroveň, tedy pod stejného sponzora, tedy z uplina se stal sponzor.[zdroj?]
Na jednotlivých stupních kariéry byly mimo finanční odměny, také nepeněžité odměny, např. zlaté pero Parker, zlatá brož, spona na kravatu, dovolená, osobní počítač, příspěvek na kancelář, firemní školení na Kypru, vůz značky Volvo (model Volvo 850) nebo Jaguar (model Jaguar XJ (X300)).[zdroj?]

## G W C  a.s.
K realizaci projektu slevových karet GWC byla 11. července 1994 založena společnost G W C  a.s., která zastřešovala klubové aktivity (pořádání kursů a seminářů, provozování cestovní kanceláře, ubytovací služby v ubytovacích zařízeních, hostinskou činnost a poskytování komerčně-právní pomoci). Tato společnost zanikla 5. září 2009.[zdroj?]

## Kontroverze
Po krachu společnosti v roce 1997, se někteří bývalí členové klubu zúčastnili podvodných pyramidových schémat.
V časopise Osobní finance z roku 2003 byl projekt GWC označen jako pyramidové schéma.